# Gaston Van Hazebroeck
Gaston Van Hazebroeck (ur. w 1906, zm. ?) – belgijski łyżwiarz szybki.
Brał udział w Zimowych Igrzyskach Olimpijskich 1924. Ukończył bieg na 500 m. (22. miejsce), 1500 m. (17. miejsce) oraz 5000 m. (17. miejsce).

## Rekordy życiowe
- 500 m. – 53,2 (1926)
- 1500 m. – 2:54,8 (1924)
- 5000 m. – 10:13,8 (1924)
- 10 000 m. – 22:44,2 (1926)